# Darrick Kobie Morris
Darrick Kobie Morris (* 15. Juli 1995 in Syracuse, New York) ist ein kroatischer Fußballspieler US-amerikanischer Herkunft. Seit 2018 spielt er für NK Domžale in der Slovenska Nogometna Liga.

## Karriere

### Vereine
Morris begann seine Karriere beim NK Zagreb. 2013 wechselte er zum Stadtrivalen Dinamo Zagreb, wo er im September 2015 in der 1. HNL debütierte. Morris ist zudem Kapitän der Zweitligamannschaft.

### Nationalmannschaft
Morris debütierte im kroatischen U-17-Nationalteam. Im August 2013 spielte er erstmals für die U-19-Auswahl. Am 15. April 2015 spielte er erstmals in der U-21-Nationalmannschaft, eine Woche später für die U-20-Auswahl.

## Persönliches
Morris wurde in den Vereinigten Staaten geboren und kam im Alter von acht Monaten nach Zagreb. Seine Mutter ist Kroatin und sein Vater US-Amerikaner. Mit seinem Vater steht er nicht mehr in Kontakt. Er bezeichnet Kroatisch als seine Muttersprache.